# König des Comics
König des Comics ist ein deutscher Dokumentarfilm aus dem Jahr 2012 von Rosa von Praunheim über den Comic-Künstler Ralf König. 

## Handlung
Dokumentarfilm über das Leben und Werk des schwulen Comic-Künstlers Ralf König. König ist einer der erfolgreichsten Comiczeichner Deutschlands. 1987 wurde er mit dem Comic Der bewegte Mann berühmt, der erfolgreich von Sönke Wortmann für ein Millionenpublikum verfilmt wurde. Von Praunheims Film zeichnet Königs Leben nach, angefangen bei seiner Jugend in einem kleinen Dorf in Westfalen, bis hin zu seinen großen Erfolgen, die scheinbar nichts an der Bescheidenheit und Bodenständigkeit des Künstlers geändert haben. Neben seinem Hauptthema Homosexualität oder „schwules Leben“ beschäftigt sich König in seinem Werk zum Beispiel auch mit dem Thema Religionen.

## Notizen
Der TV- und Kinofilm hatte seine Uraufführung 2012 bei den Internationalen Filmfestspielen von Berlin und wurde unter anderem im selben Jahr beim Pink Apple Filmfestival in Zürich, beim Queer Filmfestival Lissabon sowie beim Internationalen Independent-Film Festival Buenos Aires gezeigt. Im Fernsehen wurde König des Comics erstmals 2013 von Arte ausgestrahlt.

## Rezeption
Die filmische Würdigung Ralf Königs fand auch bei der Kritik Anklang: „Das aufschlussreiche Porträt lebt vor allem vom Humor seines Protagonisten, aber auch von der Offenheit, mit der er Einblick in sein Leben und Arbeiten gewährt.“ (Filmdienst) „So schafft der Film eine Perspektive, die ohne Scham wohlwollend ist und zeigt, welchen Einfluss Königs Bücher hatten und haben.“ (Die Welt) „Die schwule Ikone Rosa von Praunheim macht eine tiefe filmische Verbeugung vor der schwulen Ikone Ralf König. Und man bekommt auch als Hetero Lust, Versäumtes aus dem Oeuvre des ‚König des Comics‘ nachzuholen.“ (Zitty)

## Auszeichnungen
- 2012: Nominierung für die Auszeichnung „Bester Film“ beim Festival Internacional de Cine de San Sebastián[9]
- 2012: Nominierung für den Jury Award des Merlinka Festivals[10]